# اکسپرو
اکسپرو (انگلیسی: Expro) شرکت خدمات نفتی بریتانیایی است، که در زمینه ارائه خدمات سرچاهی و حفاری فعالیت می‌کند. این شرکت در سال ۱۹۷۳ در گریت یارموث با هدف انجام آزمایش‌ها در دریای شمال بنیان‌گذاری شد.